# Cal Domenjó
Cal Domenjó és una obra de Guissona (Segarra) protegida com a Bé Cultural d'Interès Local.

## Descripció
Gran edifici de pedra situat a la cantonada del carrer Guinguetes i el carrer de Ponent. Consta de tres plantes, construït amb petits carreus irregulars. A la planta baixa de la façana del carrer Guinguetes, observem dues grans portalades d'arc rebaixat emmarcades per carreus de pedra. La primera planta presenta una única obertura quadrada i la segona tres de proporcions similars. A la façana del carrer Ponent, la planta baixa presenta una porta d'accés amb un arc de maons. La planta primera té tres obertures rectangulars coronades per arcs. La segona repeteix l'esquema de la primera, però les obertures han estat tapiades amb maons.
(Text procedent del POUM)